# Seis dias de Nova Iorque

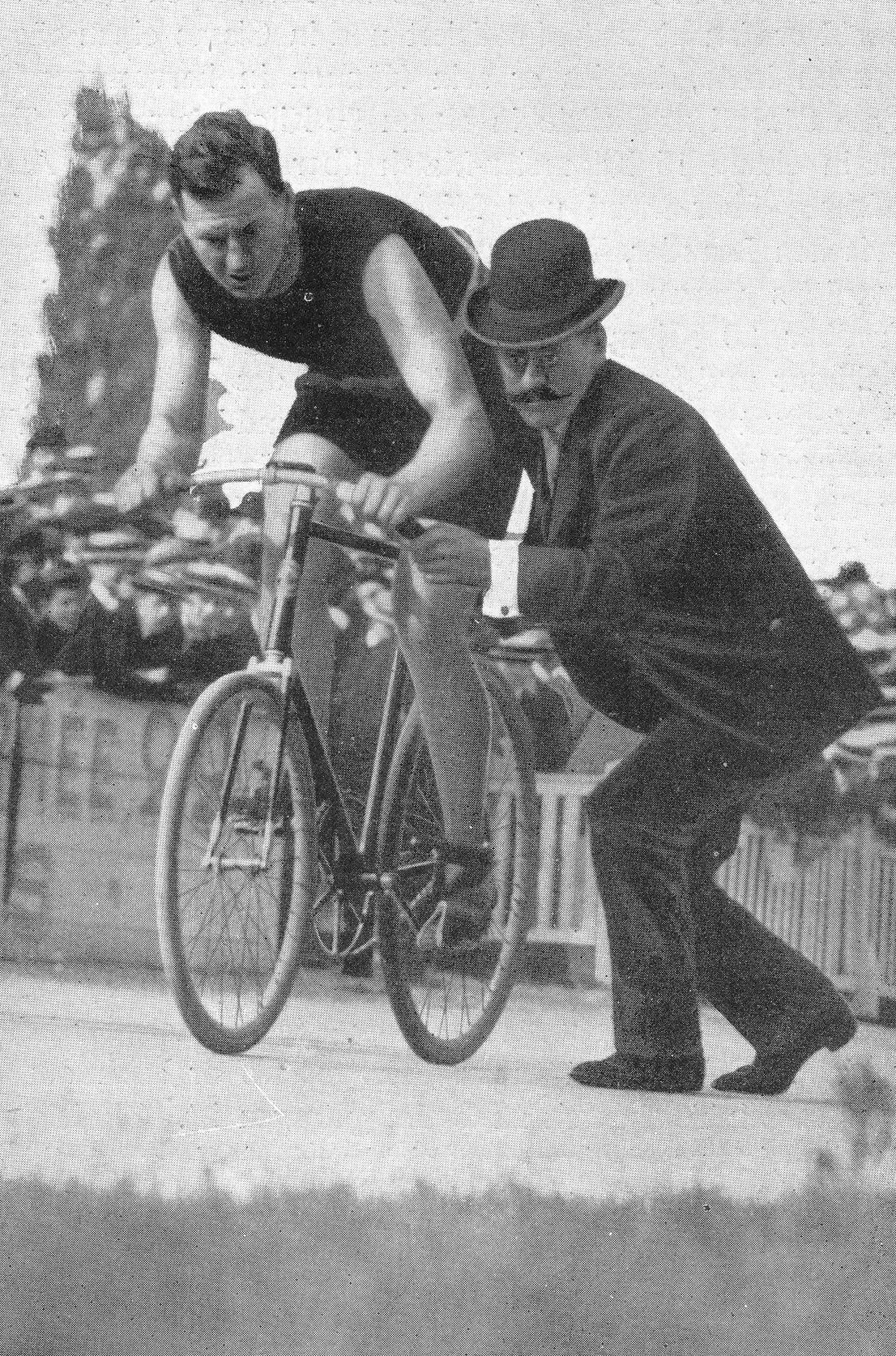
George Leander vencedor da prova em 1902

Os Seis Dias de Nova Iorque (em ingleses : Six days of New Iorque) são uma antiga carreira ciclista de seis dias disputada em Madison Square Garden em Nova Iorque, conhecida como a Rodada de Nova Iorque, a Carreira para nenhuma parte ou a Jaula às Écureuiles
Em 1891, punha em competição os corredores individuais que corriam 24 em cada 24 horas durante 6 dias. Tratava-se de uma prova de endurance. Em dezembro de 1896, Major Taylor participou neste tipo de competição. A fórmula tem evoluído depois para pôr em competição as equipas de dois corredores.
A primeira edição dos Seis Dias (equipa de dois) tem lugar em dezembro de 1899 e foi vencida por Charles Miller e Frank Waller. De 1915 a 1937, John Chapman organiza a carreira, no Madison Square Garden, que tem igualmente existido temporariamente. A competição foi organizada uma ou várias vezes por ano ; Esteve passado de uma a duas por ano em 1920, até 1939. Após a Segunda Guerra Mundial, os Seis Dias reapareceram em 1948, mas já não encontram o sucesso de antes-guerra e cessam uma primeira vez após 1950. Duas últimas edições têm lugar em 1959 e 1961 sem acerto ao velódromo do Forte Washington Avenue Armory em Fort Washington (Nova Iorque). A edição de 22 de março de 1959 está arbitrada baixo o ciclomotor de Joe Fogler.
Ao total, os Seis Dias de Nova Iorque têm sido disputados a 70 edições. Apenas os Seis Dias de Berlim contam mais edições. O australiano Alfred Goullet e o italiano Franco Giorgetti detêm o recorde de vitórias com oito sucessos.

## Palmarés
| Ano       | Ganhador                              | Segundo                                      | Terceiro                              |
| --------- | ------------------------------------- | -------------------------------------------- | ------------------------------------- |
| 1899      | Charles Miller Frank Waller           | Otto Maya Archie McEachern                   | Louis Grimm Burns Pierce              |
| 1900      | Harry Elkes Floyd McFarland           | Archie McEachern Burns Pierce                | Jean Gougolz César Simar              |
| 1901      | Robert Walthour Archie McEachern      | Otto Maya Lester Wilson                      | Ben Munroe Jeddy Newkirk              |
| 1902      | Floyd Krebs George Leander            | Jeddy Newkirk Jacobson                       | Otto Maya Floyd McFarland             |
| 1903      | Ben Munroe Robert Walthour            | Nat Butler George Leander                    | Floyd Krebs Peterson                  |
| 1904      | Oliver Dorlon Eddy Root               | John Stol Arthur Vanderstuyft                | W.E. Samuelson E. Williams            |
| 1905      | Joe Fogler Eddy Root                  | John Bedell Menus Bedell                     | Hugh McLean Jimmy Moram               |
| 1906      | Joe Fogler Eddy Root                  | Burton Downing Bill Hopper                   | Floyd McFarland Walter Rütt           |
| 1907      | John Stol Walter Rütt                 | Joe Fogler Jimmy Moram                       | Victor Dupré Léon Georget             |
| 1908      | Floyd McFarland Jimmy Moram           | John Stol Walter Rütt                        | Walter De Mara Alfred Hill            |
| 1909      | Jack Clark Walter Rütt                | Joe Fogler Eddy Root                         | Elmer Collins Robert Walthour         |
| 1910      | Jimmy Moram Eddy Root                 | Jack Clark Walter Rütt                       | Joe Fogler Alfred Hill                |
| 1911      | Jack Clark Joe Fogler                 | Frank Kramer Jimmy Moram                     | Walter De Mara Percy Lawrence         |
| 1912      | Joe Fogler Walter Rütt                | John Bedell Worth Mitten                     | Jack Clark Alfred Hill                |
| 1913      | Joe Fogler Alfred Goullet             | Percy Lawrence Jake Magin                    | Reginald McNamara Eddy Root           |
| 1914      | Alfred Grenda Alfred Goullet          | Peter Drobach Iver Lawson                    | Reginald McNamara Jimmy Moram         |
| 1915      | Alfred Grenda Alfred Hill             | Reginald McNamara Robert Spears              | Percy Lawrence Jake Magin             |
| 1916      | Marcel Dupuy Oscar Egg                | Eddy Madden Eddy Root                        | Reginald McNamara Robert Spears       |
| 1917      | Alfred Goullet Jake Magin             | Frank Corry Eddy Madden                      | William Hanley Alfred Hill            |
| 1918      | Reginald McNamara Jake Magin          | Frank Corry Eddy Madden                      | Alfred Grenda Alfred Hill             |
| 1919      | Alfred Goullet Eddy Madden            | Marcel Dupuy Oscar Egg                       | Reginald McNamara Jake Magin          |
| 1920 (1)  | Alfred Goullet Jake Magin             | Alfred Hill Harry Kaiser                     | Marcel Dupuy William Hanley           |
| 1920 (2)  | Ray Eaton Harry Kaiser                | Alfred Goullet Alfred Hill                   | Eddy Madden Jake Magin                |
| 1920 (3). | Maurice Brocco Willy Coburn           | César Debaets Aloïs Persyn                   | Jules Van Hevel Henri Van Lerberghe   |
| 1921 (1)  | Oscar Egg Piet van Kempen             | Maurice Brocco Willy Coburn                  | Willy Lorenz Walter Rütt              |
| 1921 (2)  | Maurice Brocco Alfred Goullet         | Willy Coburn Walter Rütt                     | Percy Lawrence Lloyd Thomas           |
| 1922 (1)  | Alfred Grenda Reginald McNamara       | Harry Kaiser Alfred Taylor                   | Maurice Brocco Charles De Ruyter      |
| 1922 (2)  | Gaetano Belloni Alfred Goullet        | Maurice Brocco Willy Coburn                  | Ray Eaton Oscar Egg                   |
| 1923 (1)  | Alfred Grenda Alfred Goullet          | Sammy Gastman Dave Lands                     | Oscar Egg Piet van Kempen             |
| 1923 (2)  | Ernest Kockler Percy Lawrence         | Reginald McNamara Piet van Kempen            | Harry Horan Eddy Madden               |
| 1924 (1)  | Maurice Brocco Marcel Buysse          | Anthony Beckman Oscar Egg                    | Harry Horan Eddy Madden               |
| 1924 (2)  | Reginald McNamara Piet van Kempen     | Itália Franco Giorgetti · Robert Walthour Jr | Marcel Buysse Alfons Goossens         |
| 1925 (1)  | Fred Spencer Robert Walthour Jr       | Harry Horan Reginald McNamara                | Alfons Goossens Henri Stockelynck     |
| 1925 (2)  | Gerard Debaets Alfons Goossens        | Franco Giorgetti Reginald McNamara           | Fred Spencer Robert Walthour Jr       |
| 1926 (1)  | Franco Giorgetti Reginald McNamara    | Anthony Beckman Carl Estocolmo               | Charles Lacquehay Georges Wambst      |
| 1926 (2)  | Pietro Linari Reginald McNamara       | Franco Giorgetti Gaetano Belloni             | Carl Estocolmo Charles Winter         |
| 1927 (1)  | Franco Giorgetti Reginald McNamara    | Fred Spencer Robert Walthour Jr              | Anthony Beckman Otto Petri            |
| 1927 (2)  | Fred Spencer Charles Winter           | Georges Faudet Gabriel Marcillac             | Norman Hill Otto Petri                |
| 1928 (1)  | Franco Giorgetti Gérard Debaets       | Anthony Beckman Gaetano Belloni              | Marcel Boogmans Alfonso Zucchetti     |
| 1928 (2)  | Franco Giorgetti Fred Spencer         | Paul Broccardo Alfred Letourneur             | Reginald McNamara Klaas van Nek       |
| 1929 (1)  | Dave Lands Willy Grimm                | Robert Walthour Jr Charles Winter            | George Dempsey Norman Hill            |
| 1929 (2)  | Franco Giorgetti Gérard Debaets       | Robert Walthour Jr Franz Duelberg            | Anthony Beckman Gaetano Belloni       |
| 1929 (3)  | Franco Giorgetti Gérard Debaets       | Fred Spencer Franz Duelberg                  | Paul Broccardo Alfred Letourneur      |
| 1930 (1)  | Gaetano Belloni Gérard Debaets        | Anthony Beckman Norman Hill                  | Harry Horan Harris Horder             |
| 1930 (2)  | Paul Broccardo Franco Giorgetti       | Adolphe Charlier Roger De Neef               | Alfredo Binda Pietro Linari           |
| 1931 (1)  | Marcel Guimbretiere Alfred Letourneur | Paul Broccardo Pietro Linari                 | Willie Grimm Emil Richli              |
| 1931 (2)  | Marcel Guimbretiere Alfred Letourneur | Georges Coupry Michel Pecqueux               | Gerard Debaets Franco Giorgetti       |
| 1932 (1)  | Reginald McNamara William Peden       | Prudente Delille Adolphe Van Nevele          | Marcel Guimbretiere Alfred Letourneur |
| 1932 (2)  | Fred Spencer William Peden            | Willie Grimm Norman Hill                     | Franco Giorgetti Alfred Letourneur    |
| 1933 (1)  | Gerard Debaets Alfred Letourneur      | Alfredo Binda Norman Hill                    | Paul Croley Franco Giorgetti          |
| 1933 (2)  | William Peden Alfred Letourneur       | Gerard Debaets Norman Hill                   | George Dempsey Robert Walthour Jr     |
| 1934 (1)  | Paul Broccardo Marcel Guimbretiere    | Gerard Debaets Robert Thomas                 | Tino Reboli Eduardo Severgnini        |
| 1934 (2)  | Gerard Debaets Alfred Letourneur      | Paul Broccardo Adolf Schön                   | Franco Giorgetti Norman Hill          |
| 1935 (1)  | Franco Giorgetti Alfred Letourneur    | Gerard Debaets Ewald Wissel                  | Gaetano Belloni Tino Reboli           |
| 1935 (2)  | Gustav Kilian Heinz Vopel             | Alfred Crossley Jimmy Walthour               | Paul Broccardo Alfred Letourneur      |
| 1936 (1)  | Gustav Kilian Heinz Vopel             | Omer De Bruycker Frederick Verhaege          | Émile Diot Émile Ignat                |
| 1936 (2)  | Albert Crossley Jimmy Walthour        | William Peden Robert Thomas                  | Gerard Debaets Alvaro Giorgetti       |
| 1937 (1)  | Jean Aerts Omer De Bruycker           | Émile Diot Émile Ignat                       | Tino Reboli Robert Thomas             |
| 1937 (2)  | Gustav Kilian Heinz Vopel             | Émile Diot Émile Ignat                       | Doug Peden William Peden              |
| 1938      | Gustav Kilian Heinz Vopel             | Doug Peden William Peden                     | Alfred Crossley Jimmy Walthour        |
| 1939 (1)  | Doug Peden William Peden              | Gustav Kilian Robert Thomas                  | Alfred Crossley Jimmy Walthour        |
| 1939 (2)  | Cessar Moretti Jr Cecil Yates         | Doug Peden William Peden                     | Jules Audy Robert Thomas              |
| 1940-47   | Não-disputados                        |                                              |                                       |
| 1948 (1)  | Angelo De Bacco Alvaro Giorgetti      | Émile Ignat Henri Surbatis                   | Erwin Pesek Charly Yaccino            |
| 1948 (2)  | Émile Bruneau Louis Saen              | Mathias Clemens Lucien Gillen                | Gerard van Beek Arie Vooren           |
| 1948 (3)  | Cessar Moretti Jr Alvaro Giorgetti    | Angelo De Bacco Charles Bergna               | Walter Diggelmann Hugo Koblet         |
| 1949 (1)  | Walter Diggelmann Hugo Koblet         | Henri Surbatis Alvaro Giorgetti              | René Cyr Ferdinand Grillo             |
| 1949 (2)  | Reginald Arnold Alfred Strom          | Severino Rigoni Ferdinando Terruzzi          | Fernand Spelte Kamiel Dekuysscher     |
| 1950      | Severino Rigoni Ferdinando Terruzzi   | Antonio Bevilacqua Alvaro Giorgetti          | Bernard Bouvard Roger Godeau          |
| 1951-58   | Não-disputados                        |                                              |                                       |
| 1959      | Leandro Faggin Ferdinando Terruzzi    | Jan Plantaz Wout Wagtmans                    | Knud Lynge Günther Ziegler            |
| 1960      | Não-disputados                        |                                              |                                       |
| 1961      | Oskar Plattner Armin Von Bueren       | Leandro Faggin Ferdinando Terruzzi           | Rudi Altig Lucien Gillen              |